# Přepeře (Liberec)
Přepeře è un comune della Repubblica Ceca facente parte del distretto di Semily, nella regione di Liberec.